# 高阪剛
高阪 剛（こうさか つよし、1970年3月6日 - ）は、日本の元男性総合格闘家、プロレスラー。滋賀県草津市出身。ALLIANCE主宰。元スーパーヘビー級キング・オブ・パンクラシスト。
マウントポジションを取られた状態から脱出する技「TKシザース」の開発者として知られる。
先祖は戦国武将の高坂昌信。実兄はプロのジャズドラマー・テルシファー高阪（高阪照雄）。

## 来歴
幼い頃は兄弟でプロレスごっこをしてよく遊んでおり、常に兄達に勝つ事ばかり考えていた。そんな事がきっかけになり、中学生の頃に柔道を始める。正強高等学校（現・奈良大学附属高等学校）、専修大学（全日本プロレスの秋山準は同級生で友人）、東レと柔道部に所属。柔道をバックボーンにリングスに入団。同期には坂田亘がいる。
1994年8月20日、鶴巻伸洋戦でデビュー。
1995年10月13日、ザ・トーナメント・オブ・J '95に出場し、優勝を果たした。
1996年1月24日、リングスでモーリス・スミスにギブアップ勝ち。
1997年10月11日、アメリカ合衆国で開催されたグラップリング大会「The Contenders」でトム・エリクソンに判定負け。
1998年にはアメリカに拠点を移し、モーリス・スミスらとトレーニングを行う。同年3月13日、UFC 16でキモに判定勝ち。同年10月16日、UFC Brazilでピート・ウィリアムスに判定勝ち。
1999年1月9日、UFC 18でバス・ルッテンと対戦。TKO負けしたものの「世界のTK」の名を世界の格闘技ファンに轟かせた。だがその後、リングスでギルバート・アイブルに2回に及ぶ敗退、11月のUFC-Jではペドロ・ヒーゾにTKO負けと精彩を欠いた。
2000年7月15日、アメリカで開催されたリングスUSA RISING STARS A Blockを勝ち抜き、決勝大会への切符を手に入れたが、9月30日の決勝大会は欠場した。
2000年12月22日、KING of KINGSの1回戦でイリューヒン・ミーシャにKO勝ち。2回戦でエメリヤーエンコ・ヒョードルと対戦。高阪が放ったフックでカット・出血によりドクターストップ勝ち。ただし、ヒョードルは反則の肘打ちでのカットだと強く主張。
2001年2月24日、KING of KINGS決勝トーナメントの準々決勝では当時UFC世界ヘビー級王者だったランディ・クートゥアと対戦し、判定負け。
リングス活動停止後はUFC、アブダビコンバット、DEEP、新日本プロレス（アルティメット・クラッシュ）などで活躍。リコ・ロドリゲス、アントニオ・ホジェリオ・ノゲイラ、ファブリシオ・ヴェウドゥムなどの世界の強豪とも対戦をしている。2003年5月2日、新日本プロレスのリングでドルゴルスレン・スミヤバザル（朝青龍の実兄）にTKO勝ち。
2004年2月4日、U-STYLE 1周年興行で田村潔司と対戦し、15分51秒腕ひしぎ十字固めで一本負け。
2004年11月7日、初代スーパーヘビー級（+100kg）キング・オブ・パンクラス決定戦でロン・ウォーターマンと対戦し、判定勝ちを収め王座獲得に成功した。

### PRIDE
2005年4月3日、PRIDE初参戦となったPRIDE 武士道 -其の六-でPRIDEヘビー級王者エメリヤーエンコ・ヒョードルと再戦し、劣勢な展開のまま1R終了時にカットによる出血からドクターストップとなり、TKO負けを喫した。
新日本プロレスでは総合格闘技ルールの試合だけではなくプロレスも経験しており、2002年10月14日に新日本プロレス初参戦。NWFトーナメント1回戦で安田忠夫に勝利するも、2003年1月4日の決勝で高山善廣に敗れた。2005年3月26日の永田裕志戦では胴締めスリーパーで勝利するも、「試合に勝って勝負に負けた」と納得のいかない高阪が再戦を要求（高阪はこの試合で膝を壊され、PRIDEでのヒョードル戦に影響が出てしまった）。5月14日の再戦では、永田にバックドロップホールドを決められ、リベンジを許してしまう。
2006年2月26日、PRIDE.31でマリオ・スペーヒーと対戦し、パンチラッシュでKO勝ち。試合後のリング上で、同年5月開催の無差別級トーナメントを最後に引退することを宣言。この日は自身の子供の出産予定日でもあった。
2006年5月5日、PRIDE 無差別級グランプリ 2006 開幕戦では、マーク・ハントと対戦し、3R TKO負け。ダウンを奪われながらも立ち上がり、真っ向から殴り合い続け、ハントのパンチでフラフラになりながらも前に出続ける姿に観客から大きな声援が送られた。敗北したことでこの試合が現役最後の試合となった。試合後に控え室を訪れたジョシュ・バーネットが、高阪の引退を想い号泣した。

### RIZIN
2015年12月29日、戦う意思が衰えなかったことから、9年7か月ぶりにRIZINで現役復帰。復帰戦となったRIZIN FIGHTING WORLD GRAND-PRIX 2015 さいたま3DAYSでジェームス・トンプソンと対戦。1Rから圧倒し、2Rにラッシュを浴びせてTKO勝利。復帰戦を勝利で飾った。
2016年12月29日、RIZIN FIGHTING WORLD GRAND-PRIX 2016 無差別級トーナメント 2nd ROUNDで、無差別級GPの2回戦に進出していたイリー・プロハースカが靭帯断裂により欠場し、代役となるはずだったマーク・タニオスも出場できないことから、その代役としてトーナメント2回戦に参戦し把瑠都と対戦。圧倒的な体重差で終始抑え込まれ、0-3の判定負けを喫した。
2017年12月31日、RIZIN.9でPRIDE無差別級GP2006優勝者のミルコ・クロコップと対戦。1R、スタンドで密着した体勢からの細かいパンチ連打で意識を飛ばされTKO負け。
2020年1月19日、HEAT 46でサシャ・ミリンコヴィッチと対戦。1R、ミリンコヴィッチのパウンドが高阪の後頭部にヒットし試合が中断。ミリンコヴィッチにイエローカードが提示されたが、この中断の間に高阪が脛の負傷をしていたことからレフェリーが試合をストップ。1Rドクターストップ負けとなった。
2022年3月23日、52歳となり、4月17日のRIZIN.35が引退試合となることが発表された。
2022年4月17日、RIZIN.35で引退試合を行い、2019年度 極真空手世界王者の上田幹雄と対戦。カウンターの右フックでダウンを奪い、パウンドで1R TKO勝ちを収めた。引退試合で26歳の極真世界王者を52歳の高坂が打撃でKOする展開に、観客からは惜しみない拍手と声援が送られた。試合後にはリング上で引退セレモニーが行われ、この試合で現役引退となった。

## 人物
- 指導者としても名高く、モーリス・スミス、フランク・シャムロック、吉田秀彦（学生柔道時代からの友人、髙阪が早生まれのため、同級にあたる）などを指導した。また、実況者としても起用が多く、実況席における明晰な解説ぶりも高い評価を受けている。
- 2015年には、ラグビーワールドカップでのラグビー日本代表のスポットコーチに招聘された。高坂はラグビーに無い総合格闘技のタックルの技術をラグビー日本代表選手に教え込み、日本代表選手のタックルスキルを海外トップ選手以上の段階にまで引き上げ、ラグビーワールドカップ 2015の「日本 vs. 南アフリカ」などの歴史的勝利に貢献したことでも知られている[11]。

## A-SQUARE
2005年のエメリヤーエンコ・ヒョードル戦後、東京都港区赤坂にオフィシャルジム『A-SQUARE』を開設。2009年4月には所属する菊野克紀がDEEPライト級王者となった。

## 戦績
| 総合格闘技 戦績 | 総合格闘技 戦績 | 総合格闘技 戦績 | 総合格闘技 戦績 | 総合格闘技 戦績 | 総合格闘技 戦績 | 総合格闘技 戦績 |
| --------------- | --------------- | --------------- | --------------- | --------------- | --------------- | --------------- |
| 50 試合         | (T)KO           | 一本            | 判定            | その他          | 引き分け        | 無効試合        |
| 28 勝           | 9               | 6               | 9               | 4               | 2               | 0               |
| 21 敗           | 10              | 2               | 7               | 2               | 2               | 0               |

| 勝敗 | 対戦相手                         | 試合結果                                         | 大会名                                                                                             | 開催年月日     |
| ○    | 上田幹雄                         | 1R 2:05 TKO（右フック→パウンド）                 | RIZIN.35                                                                                           | 2022年4月17日  |
| ×    | サシャ・ミリンコヴィッチ         | 1R 3:23 TKO（負傷によるドクターストップ)         | HEAT 46                                                                                            | 2020年1月19日  |
| ×    | ミルコ・クロコップ               | 1R 1:02 TKO（パウンド）                          | RIZIN.9                                                                                            | 2017年12月31日 |
| ×    | バルト                           | 5分2R終了 判定0-3                                | RIZIN FIGHTING WORLD GRAND-PRIX 2016 無差別級トーナメント 2nd ROUND 【無差別級トーナメント 2回戦】 | 2016年12月29日 |
| ○    | ジェームス・トンプソン           | 2R 1:58 TKO（スタンドパンチ連打）                | RIZIN FIGHTING WORLD GRAND-PRIX 2015 さいたま3DAYS                                                 | 2015年12月29日 |
| ×    | マーク・ハント                   | 2R 4:15 TKO（スタンドパンチ連打）                | PRIDE 無差別級グランプリ 2006 開幕戦 【無差別級グランプリ 1回戦】                                  | 2006年5月5日   |
| ○    | マリオ・スペーヒー               | 1R 1:20 KO（スタンドパンチ連打）                 | PRIDE.31 Dreamers                                                                                  | 2006年2月26日  |
| ×    | マイク・カイル                   | 3R 1:17 負傷判定0-3                              | PANCRASE 2005 SPIRAL TOUR                                                                          | 2005年10月2日  |
| ×    | ダビド・シェベリ                 | 1R 腕ひしぎ十字固め                              | Rings Russia: CIS vs. The World                                                                    | 2005年8月20日  |
| ×    | エメリヤーエンコ・ヒョードル     | 1R終了時 TKO（ドクターストップ：カットでの出血） | PRIDE 武士道 -其の六-                                                                              | 2005年4月3日   |
| ○    | ロン・ウォーターマン             | 5分3R終了 判定3-0                                | PANCRASE 2004 BRAVE TOUR 【スーパーヘビー級キング・オブ・パンクラス決定戦】                        | 2004年11月7日  |
| ○    | ヒカルドン（ヒカルド・モラエス） | 5分3R終了 判定3-0                                | 新日本プロレス ULTIMATE CRUSH                                                                      | 2003年10月13日 |
| ○    | ドルゴルスレン・スミヤバザル     | 1R 2:58 TKO（ドクターストップ）                  | 新日本プロレス ULTIMATE CRUSH                                                                      | 2003年5月2日   |
| ×    | アントニオ・ホジェリオ・ノゲイラ | 5分3R終了 判定0-3                                | DEEP2001 6th IMPACT in ARIAKE COLOSSEUM                                                            | 2002年9月7日   |
| ×    | リコ・ロドリゲス                 | 2R 3:25 TKO（マウントパンチ）                    | UFC 37: High Impact                                                                                | 2002年5月10日  |
| ×    | ヴォルク・アターエフ             | 5分3R終了 判定0-2                                | リングス WORLD TITLE SERIES                                                                        | 2001年12月21日 |
| ○    | グロム・コバ                     | 1R 2:17 KO（膝蹴り）                             | リングス WORLD TITLE SERIES 〜旗揚げ10周年記念特別興行〜                                           | 2001年8月11日  |
| ×    | レナート・ババル                 | 5分2R終了 判定0-2                                | リングス WORLD TITLE SERIES 【ワールドタイトル決定トーナメント ヘビー級 1回戦】                    | 2001年6月15日  |
| ×    | ランディ・クートゥア             | 5分2R終了 判定0-3                                | リングス KING of KINGS GRAND-FINAL 【準々決勝】                                                    | 2001年2月24日  |
| ○    | エメリヤーエンコ・ヒョードル     | 1R 0:17 TKO（ドクターストップ）                  | リングス KING of KINGS Bブロック 【2回戦】                                                         | 2000年12月22日 |
| ○    | イリューヒン・ミーシャ           | 2R 1:53 KO（パンチ）                             | リングス KING of KINGS Bブロック 【1回戦】                                                         | 2000年12月22日 |
| △    | アントニオ・ホドリゴ・ノゲイラ   | 5分2R終了 判定                                   | リングス Millennium Combine III                                                                    | 2000年8月23日  |
| ○    | グレッグ・ウィカン               | 1R 2:53 足首固め                                 | Rings USA: Rising Stars Block A 【RISING STARS ヘビー級 2回戦】                                    | 2000年7月15日  |
| ×    | トラビス・フルトン               | 5分3R終了 判定3-0                                | Rings USA: Rising Stars Block A 【RISING STARS ヘビー級 1回戦】                                    | 2000年7月15日  |
| ×    | ギルバート・アイブル             | 1R 1:17 TKO（カット）                            | リングス RISE 7th KING of KINGS Bブロック 【2回戦】                                                | 1999年12月22日 |
| ×    | クリストファー・ヘイズマン       | 延長R終了 判定2-1                                | リングス RISE 7th KING of KINGS Bブロック 【1回戦】                                                | 1999年12月22日 |
| ×    | ペドロ・ヒーゾ                   | 3R 1:12 TKO（スタンドパンチ連打）                | UFC 23: Ultimate Japan 2                                                                           | 1999年11月14日 |
| ○    | ギルバート・アイブル             | 8:17 負傷判定                                    | リングス RISE 5th                                                                                  | 1999年8月19日  |
| ○    | ティム・レイシック               | 2R終了時 TKO（タオル投入）                       | UFC 21: Return of the Champions                                                                    | 1999年7月16日  |
| ×    | 山本宜久                         | 15:41 KO（掌底）                                 | リングス RISE 3rd                                                                                  | 1999年5月22日  |
| ×    | ギルバート・アイブル             | 19:58 TKO（ドクターストップ）                    | リングス RISE 2nd                                                                                  | 1999年4月23日  |
| ○    | 田村潔司                         | 9:22 腕ひしぎ十字固め                            | リングス WORLD MEGA-BATTLE TOURNAMENT 第1回FNRカップ'98 GRAND FINAL                                | 1999年1月23日  |
| ×    | バス・ルッテン                   | 1R 14:15 TKO（スタンドパンチ連打）               | UFC 18: The Road to the Heavyweight Title                                                          | 1999年1月9日   |
| △    | ニコライ・ズーエフ               | 10分終了 判定                                    | リングス WORLD MEGA-BATTLE TOURNAMENT 第1回FNRカップ'98 Bブロック 1st ROUND                        | 1998年11月20日 |
| ○    | ピート・ウィリアムス             | 15分1R終了 判定3-0                               | UFC Brazil: Ultimate Brazil                                                                        | 1998年10月16日 |
| ○    | キモ                             | 15分1R終了 判定3-0                               | UFC 16: Battle in the Bayou                                                                        | 1998年3月13日  |
| ○    | イーゲン井上                     | 再延長R終了 判定3-0                              | ザ・トーナメント・オブ・J '95 【決勝】                                                             | 1995年10月13日 |
| ○    | 山崎進                           | 1R 0:52 ヒールホールド                           | ザ・トーナメント・オブ・J '95 【準決勝】                                                           | 1995年10月13日 |
| ○    | 芳岡博之                         | 1R 3:40 TKO（パンチ連打）                        | ザ・トーナメント・オブ・J '95 【1回戦】                                                            | 1995年10月13日 |

## 獲得タイトル
- ザ・トーナメント・オブ・J '95 優勝（1995年）
- 初代スーパーヘビー級キング・オブ・パンクラス王座（2004年）

## 出版物

### DVD
- 高阪剛 寝技大全 トップポジション編 Vol.1（クエスト、2002年11月16日）
- 高阪剛 寝技大全 トップポジション編 Vol.2（クエスト、2002年12月17日）
- 高阪剛 寝技大全 ボトムポジション編（クエスト、2003年1月17日）
- 高阪剛 寝技大全 連続技＆カウンター編（クエスト、2003年2月19日）

## 出演

### テレビドラマ
- 大河ドラマ「天地人」（NHK、2009年） – 一志大夫役

### その他の番組
- 速報!バトル☆メン（FIGHTING TV サムライ、2011年10月 - ）
- 柔術やろうぜ!（2019年11月3日 ‐ 2020年1月27日、tvk） ‐ ゲスト

### 試合映像
1. ↑  『【番組】RIZIN CONFESSIONS #98（※番組内で試合映像。上田幹雄と高阪剛による試合振り返りドキュメンタリー番組）』RIZIN公式YouTubeチャンネル、2022年。

### 戦績等
- RIZIN 選手データ
- PRIDE 選手データ - ウェイバックマシン（2008年12月18日アーカイブ分）
- バウトレビュー 選手データ
- 高阪剛の戦績 - SHERDOG（英語）